# 约翰·蒙克顿
约翰·蒙克顿（英語：John Monckton，1938年10月28日—2017年6月29日），澳大利亚男子游泳运动员。他曾代表澳大利亚参加1956年和1960年夏季奥林匹克运动会游泳比赛，其中1956年奥运会获得一枚银牌。